# 謝倫貝克河

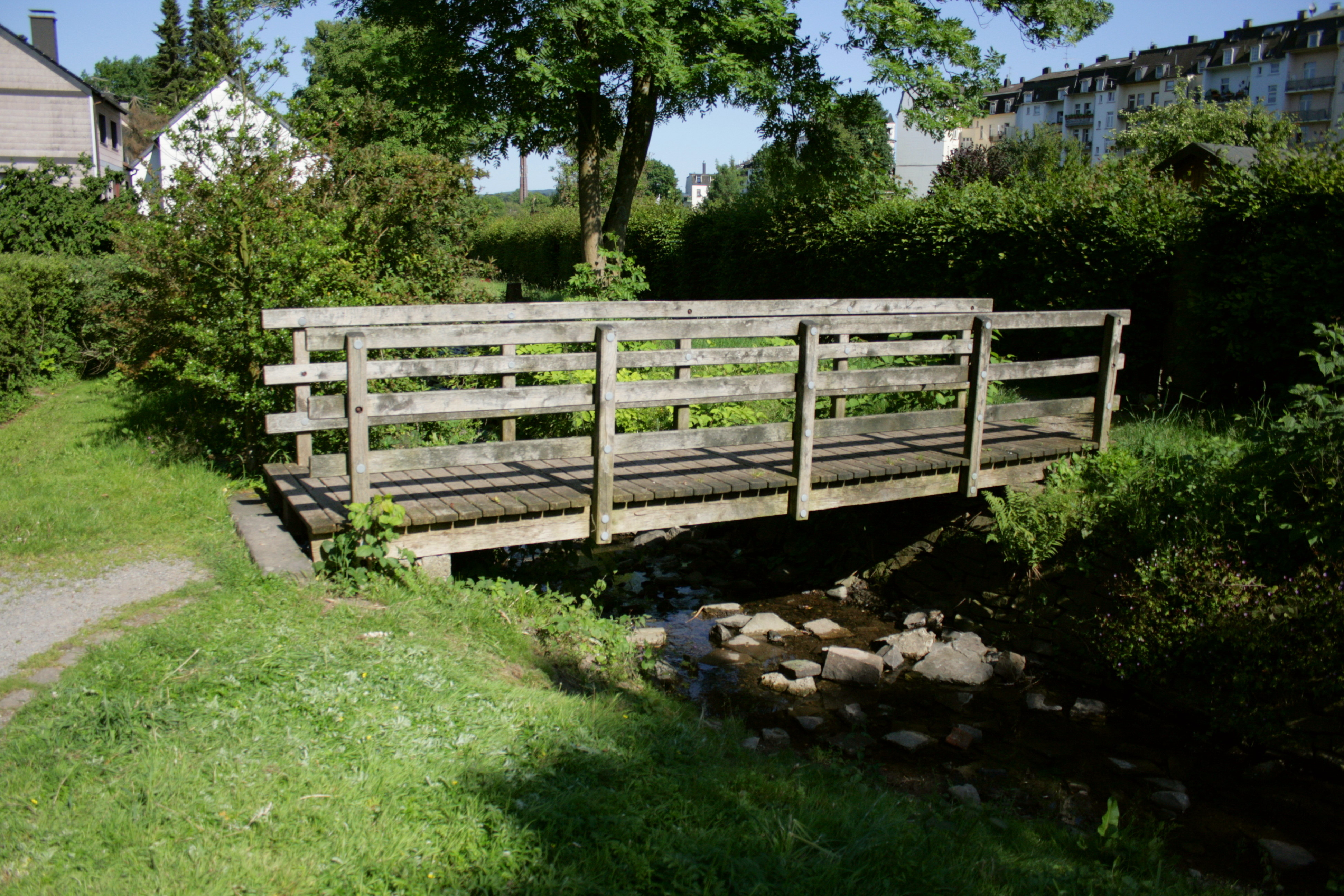

51°17′12.06″N 7°13′49.13″E / 51.2866833°N 7.2303139°E
謝倫貝克河（德語：Schellenbeck），是德國的河流，位於該國西部，處於北萊茵-威斯特法倫州，屬於施瓦茨巴赫河的右支流，河道全長2.1公里，流域面積2.3平方公里。